# Shaoshan
Shaoshan (xinès simplificat: 韶山, pinyin: Sháoshān) és un ciutat-comtat a Xiangtan, a la província de Hunan, on va néixer Mao Zedong, fundador de la República Popular de la Xina. Shaoshan va ser una base important durant la Revolució comunista xinesa.
Els residents de Shaoshan han tret profit del seu resident més conegut. Així doncs la ciutat és també el lloc on s'inaugura el primer restaurant de la família de Mao, una cadena de restaurants que s'ha estès a moltes altres ciutats del país. El turisme roig  a Shaoshan i altres llocs relacionats amb la història comunista de la Xina ha impulsat l'economia local, alhora que augmenta els coneixements de la gent sobre la història revolucionària del país.

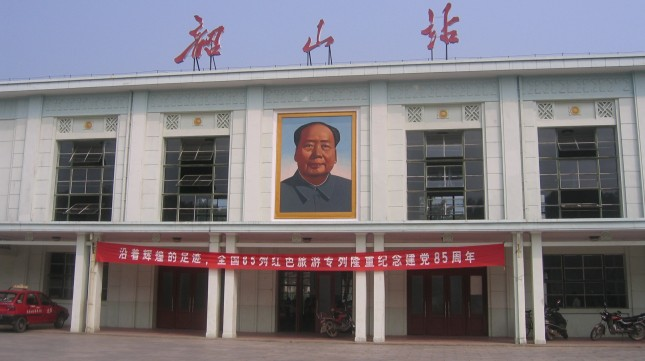
Estació de tren de Shaoshan

Mao segueix essent una figura popular a l'àrea.

## Divisió administrativa
| Nom      | Hanzi   | Població (2005) | Àrea (Km2) |
| -------- | ------- | --------------- | ---------- |
| Qingxi   | (xinès) | 20.000          | 2,9        |
| Ruyi     | (xinès) | 15.100          | 33,85      |
| Yintian  | (xinès) | 19.500          | 28         |
| Daping   | (xinès) | 14.300          | 32         |
| Yongyi   | (xinès) | 10.600          | 24         |
| Shaoshan | (xinès) | 14.700          | 37,62      |
| Yanglin  | (xinès) | 20.600          | 58,8       |

## Descripció
Població: la ciutat té més de 100.000 habitants, dels quals 16.000 són no agricultors, per tant un 84% de la població treballa al camp. La superfície total és de 210 quilòmetres quadrats. 
Geografia: a la regió muntanyosa de la província de Hunan, les coordenades geogràfiques són la longitud 112 ° 23'52 "-112 ° 38'13", latitud 27 ° 51'40 "-28 ° 1'53". 
La topografia de Shaoshan està dominada per la muntanya Shaofeng i els rius Shishi, amb turons a l'oest i una barreja d'apliplans i monts a l'est. El pic del de la muntanya de Shaofeng es troba a 518,5 metres sobre el nivell del mar, mentre que Liumuzhou a 48 metres sobre el nivell del mar, és el punt més baix de tota la ciutat.

## Persones notables
- Mao Zedong (1893-1976), fundador i president de la República Popular de la Xina.

## Ciutat agermanada
- Vidnoye, Rússia

## Administració

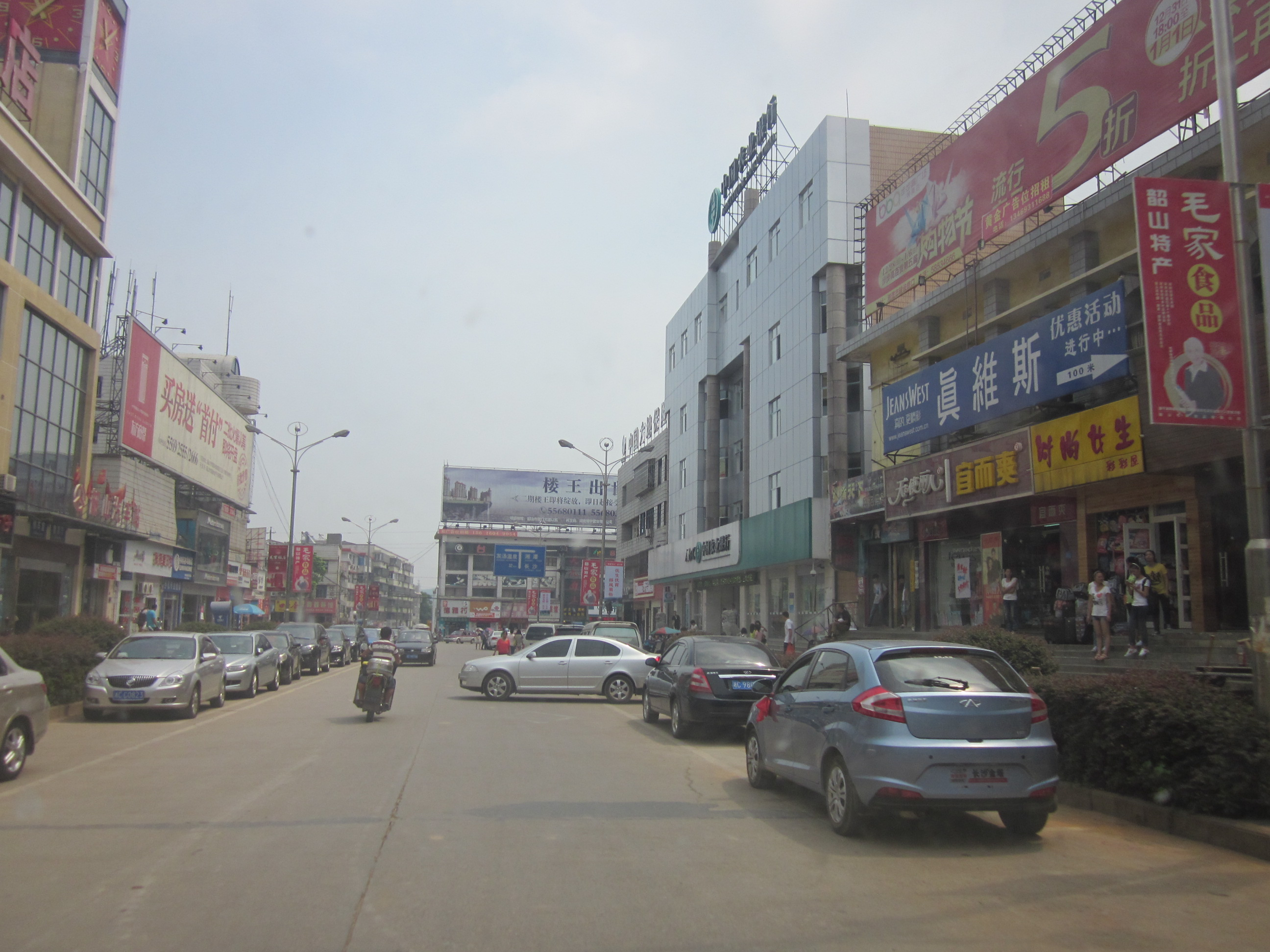
Shaoshan

La ciutat de Shaoshan administra dues ciutats ((xinès); 鎮
) i sis poblacions rurals ((xinès); 鄉
) incloent:
- Qingxi ((xinès); 清溪鎮 )
- Yintian ((xinès); 銀田鎮 )
- Ruyi ((xinès); 如意鄉 )
- Shaoshan ((xinès); 韶山鄉 )
- Yanglin ((xinès); 楊林鄉 )
- Daping ((xinès); 大坪鄉)
- Yongyi ((xinès); 永義鄉 )

## Història administrativa
Noms i nivells administratius de Shaoshan:
- 1652 (Qing Dynasty): Qidu (七都), districte de Xiangtan (縣)
- 1912 (Republic of China): districte segon (第二區), Ciutat Xi (西鄉), comtat de Xiangtan
- Desembre de 1932: districte novè, Comtat de Xiangtan
- 1947: Ciutat Qingtian, comtat de Xiangtan
- Gener de 1950 (China): districte tercer, comtat de Xiangtan
- 1951: districte quart, comtat de Xiangtan
- Agost de 1955: districte de Yintian, comtat de Xiangtan
- 1956: ciutat de Yintian, comtat de Xiangtan
- Setembre de 1958: Comuna popular de Shaoshan, comtat de Xiangtan
- Maig de 1961: districte de Shaoshan, comtat de Xiangtan
- Desembre de 1968: augment de l'estatus de ciutat-districte a districte regional (地級區), controlat directament per l'administració provincial.
- Desembre de 1981: decrement de l'estatus a ciutat-districte.
- Desembre de 1984: augment a ciutat-municipi (縣級區), controlat per la ciutat de Xiangtan.
- Desembre de 1990: augment a ciutat-municipi, controlat per la ciutat de Xiangtan en nom de la província.

## Culte a Mao Zedong
A la ciutat s'hi poden trobar, entre altres coses:
- Una estàtua de bronze monumental amb un llarg i ample passeig on s'hi realitzen tributs.
- Les tombes dels seus pares.
- L'antiga casa on va néixer.
- Un bosc amb el seu nom.